# 篩耳鯰
篩耳鯰又名大孔甲鯰（學名：Otocinclus affinis or Macrotocinclus affinis），是輻鰭魚綱鯰形目甲鯰科的其中一種，於2001年曾被獨立成單獨一屬大孔甲鯰屬（Macrotocinclus）下的唯一一種，後來又被重新再劃分回篩耳鯰屬，水族市面上稱為小精靈，但是本種幾乎很少或不曾出現在水族市面上，因為常被另外五種在水族市面上被稱為小精靈的瓦氏篩耳鯰和縱帶篩耳鯰以及大斑篩耳鯰和秘魯篩耳鯰以及霍氏篩耳鯰等近親所混淆，實際上都是被錯誤標示為本種，篩耳鯰是六種中體型最大的小精靈，可長達4-5公分。

## 分布
本魚分布於南美洲巴西里約熱內盧附近的溪流。

## 特徵
本魚形狀修長，呈魚雷型。其特徵是背面的彩色斑點，以及一條起魚吻部，穿過眼睛，貫穿至尾柄末端的深色條紋。在尾柄末端，條紋消失在尾柄末端。魚體下半部為灰色，在長長的吻部下方有一圓盤形吸盤。

## 生態
本魚棲息河川底部，夜行性，性情溫和，屬雜食性（偏愛食植性），大部分時間都在吃物體上的藻類。

## 經濟利用
為高經濟價值的觀賞魚。